# Алварельюш (Трофа)
Алварельюш (порт. Alvarelhos) — район (фрегезия) в Португалии, входит в округ Порту. Является составной частью муниципалитета Трофа. Находится в составе крупной городской агломерации Большой Порту. По старому административному делению входил в провинцию Дору-Литорал. Входит в экономико-статистический субрегион Аве, который входит в Северный регион. Население составляет 3146 человек на 2001 год. Занимает площадь 6,46 км².